# Machecoul
Machecoul – miejscowość i dawna gmina we Francji, w regionie Kraj Loary, w departamencie Loara Atlantycka. W 2013 roku jej populacja wynosiła 6363 mieszkańców. 
W dniu 1 stycznia 2016 roku z połączenia dwóch ówczesnych gmin – Machecoul oraz Saint-Même-le-Tenu – utworzono nową gminę Machecoul-Saint-Même. Siedzibą gminy została miejscowość Machecoul. 
W marcu i kwietniu 1793 roku w mieście miały miejsce mordy na bogatych mieszczanach, kupcach i republikanach dokonane przez monarchistycznych powstańców wandejskich. 
W Machecoul urodził się Mickaël Landreau – piłkarz występujący podczas kariery na pozycji bramkarza, 11-krotny reprezentant Francji. 